# Marianne Kürzinger

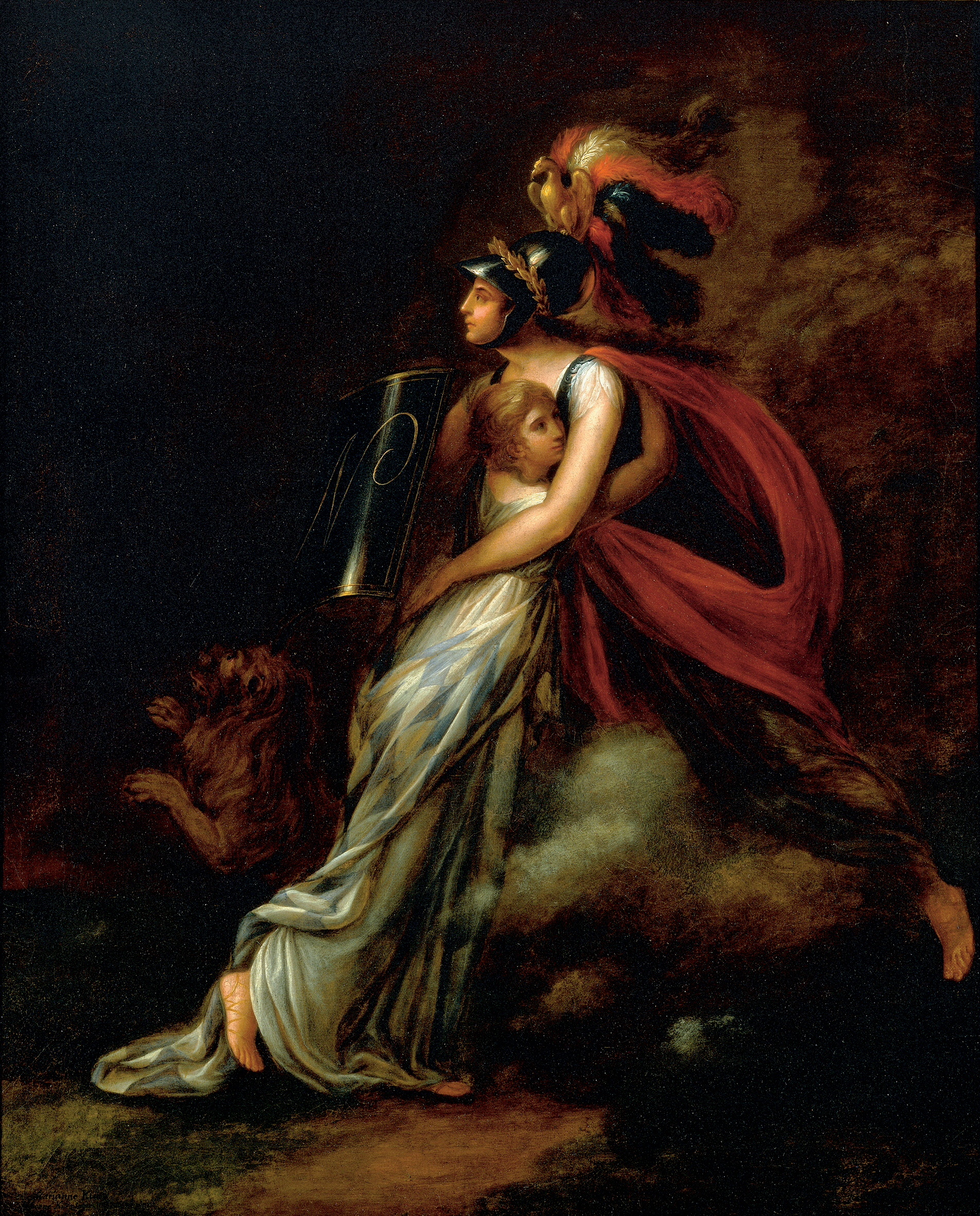
Marianne Kürzinger: Gallia schützt Bavaria, 1805

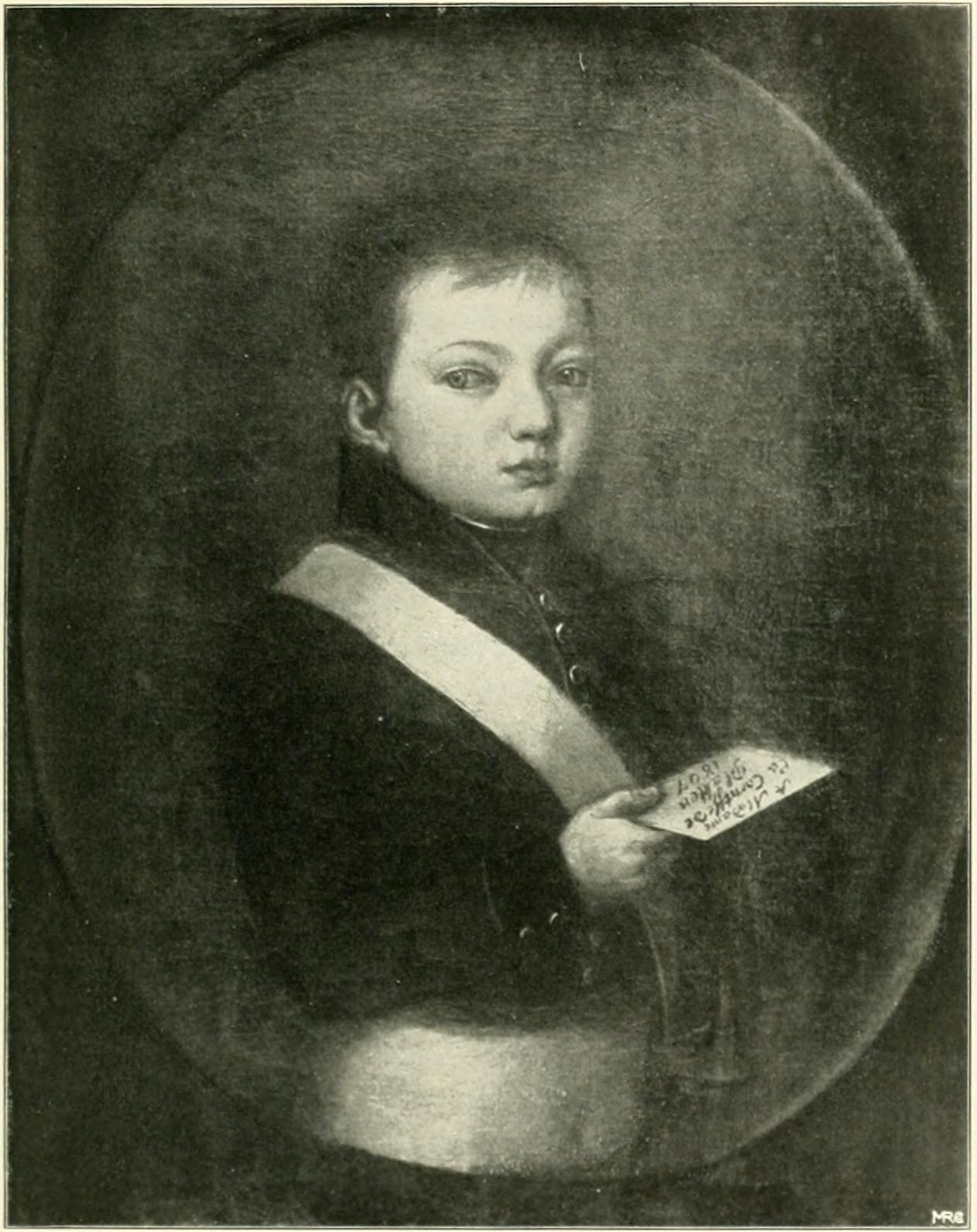
August von Platen-Hallermünde

Marianne Kürzinger, auch Marianna Kürzinger (verheiratet Marianne Kunz; * 1766 oder 1767 in München; † 29. März 1809 in München) war eine deutsche Historien- und Genremalerin.

## Leben
Kürzinger war die Tochter und Schülerin von Franz Seraph Kirzinger (* 1730; † um 1790  oder * um 1728; † 1811) und wurde von Johann Jakob Dorner d. Ä. weiter ausgebildet.
In den Künstlerbiografien wurden ihre Werke als „mittelmäßige Historien- und Genrebilder“ bezeichnet, oder als „gekonnt“ bzw. „vollendet“ aufführt. Die Kunstlexika notieren einhellig ihren „schmeichelhaften“ Beinamen einer „bayerischen Angelika Kauffmann“. Auf der Münchener Kunstausstellung von 1788 wurden Kürzingers Werke ausgestellt, darunter das Nachtstück mit Artemisia und ein Werk mit dem Titel König Salomon.
Ihr bekanntestes Werk ist vielleicht Gallia schützt Bavaria, das die politische Situation Bayerns zur Zeit um 1805 in allegorischer Bildersprache wiedergibt.

## Familie
Ihre beiden Brüder Alois (* 1770) und Ignaz (* 1777) waren ebenfalls Maler und wurden ebenso wie ihr Onkel Johann Kürzinger (1735–1794) vom Vater unterrichtet. Kürzinger heiratete den aus Prag stammenden, seit 1789 in München engagierten Schauspieler und Opernsänger Johann Nepomuk Kunz oder Kurz (1768–1795). Ihr Mann wurde nur 28 Jahre alt.  Sie blieb Witwe und starb 1809 in München.

## Werke (Auswahl)
- Don Juan: La statue du commandeur, 1780(?)
- Nachtstück mit Artemisia, vor 1788
- König Salomon, vor 1788
- Junger Kavalier mit Amor am Seeufer, 1788
- David und Abigail, 1789
- Don Juan: L’apparition du Commandeur – Il Commendatore tritt vor Don Giovanni auf, 1789
- Hamlet und das Gespenst seines Vaters, 1789
- Susanna im Bade, 1790
- Gottvater mit Adam und Eva, 1791
- Amor vor dem Schuss auf Venus, 1795
- Figurine in antikem Gewand, 1798
- Allegorie auf die Ankunft Max IV. Joseph in Bayern 1799, datiert 1799[2][3]
- Beim griechischen Quacksalber, um 1800
- Gallia schützt Bavaria, 1805[15]
- August von Platen als Kadett, 1809
- Allegory of Love, ?
- Christus auf dem Ölberg, um 1809 („das letzte Bild von ihr“)[13][8][16]
- Ein tscherkessisches Mädchen vor den Sultan gebracht, ?[8][16]
- Tscherkessisches Mädchen, gekleidet von einer Frau, ?[8]
- La mort de l’oncle de Hamlet, ?
- Madonna mit Kind oder Die heilige Familie, ?
- Theseus als Theaterkostümfigur, ?
- Tod des französischen 1. Grenadiers Latour d’Auvergne bei Neuburg/Donau 1800, ?[8]